# Regionales de Belo Horizonte
Las Regionales de Belo Horizonte son especies de subprefecturas, responsables de los barrios en cada una de las nueve regiones en que Belo Horizonte se divide administrativamente.
La municipalidad de Belo Horizonte se divide en nueve administraciones regionales (Barreiro, Centro-Sur, Este, Nordeste, Noroeste, Norte, Oeste, Pampulha y Venda Nova), cada una a su vez divididas en distritos. Fundada en 1983, la jurisdicción de la regional de las unidades administrativas tienen en cuenta la posición geográfica y la historia de la ocupación. Sin embargo, hay ciertos organismos e instituciones (como empresas de telefonía) que adoptan una división diferente de la oficial.
| Administraciones regionales |                 |           |                  |           |  |
| |                 |           |                  |           |  |
| | Regional        | Población | Superficie (km²) | Densidad1 |  |
| 1 | Barreiro        | 262.194   | 53,51            | 4.899,9   |  |
| 2 | Centro-Sur      | 258.786   | 31,53            | 8.207,6   |  |
| 3 | Este            | 256.311   | 28,52            | 8.987,1   |  |
| 4 | Nordeste        | 274.060   | 39,59            | 6.922,5   |  |
| 5 | Noroeste        | 337.351   | 38,16            | 8.840,4   |  |
| 6 | Norte           | 194.098   | 33,21            | 5.844,6   |  |
| 7 | Oeste           | 268.124   | 33,39            | 8.030,1   |  |
| 8 | Pampulha        | 145.262   | 47,13            | 3.082,2   |  |
| 9 | Venda Nova      | 242.341   | 27,80            | 8.717,3   |  |
| | Belo Horizonte2 | 2.412.937 | 330,95           | 7290,9    |  |
| Notas: (1)Todos los datos sobre la población y regionales son de PNUD/2000. (2)Los datos de población y superficie del municipio es la proyección de población de IBGE/2007. |                 |           |                  |           |  |

Corresponde a las regionales la descentralización y la descentralización administrativa en sus respectivas jurisdicciones, para el servicio al cliente y otras actividades como:
- Contribuir a la formulación del Plan de Acción del Sector de Programas de Gobierno Municipal de la oferta de su competencia y colaborar en el desarrollo de Programas Generales;
- Cumplir con las políticas y directrices definidas en el Plan de Acción de Gobierno y el Sector Municipal y en los Programas Generales y adjunto a la Administración Regional;
- Analizar los cambios en las previsiones del presupuesto anual y plurianual necesario para la ejecución de actividades de la Administración Regional;
- Promover la articulación de la región con los organismos y entidades de gobierno y la iniciativa privada, con el fin de llevar a cabo sus actividades;
- A cumplir y hacer cumplir las normas en la Administración Municipal;
- Supervisar las cuestiones de interés para la Ciudad, en relación con los programas y proyectos orientados a la desconcentración y descentralización administrativa;
- El ejercicio de los órganos de supervisión institucional de los miembros de su estructura;
- Llevar a cabo otras actividades que le son asignadas por la Prefectura, a condición de que, previas a la evaluación del Ayuntamiento;
- Es también a la regional el mantenimiento y la ejecución de pequeñas obras tales como: apertura de calles, de patrullas de la vía pública, las designaciones encascalhado, pavimentación o asfaltado de calles, plazas y avenidas, colocando la mitad de los cables, construcción del canal, grilletes, obras de drenaje, la restauración de la pavimentación poliédrica y/o pavimentación de asfalto de la vía pública (Operación Cubierta Hoyo) y las pequeñas reparaciones a los edificios y otras instalaciones abiertas a la enseñanza de las unidades del sistema municipal.

Las posiciones de dirección, asistencia y asesoramiento de la administración regional son proporcionados por los actos del prefecto.